# Pfarrkirche Großgmain

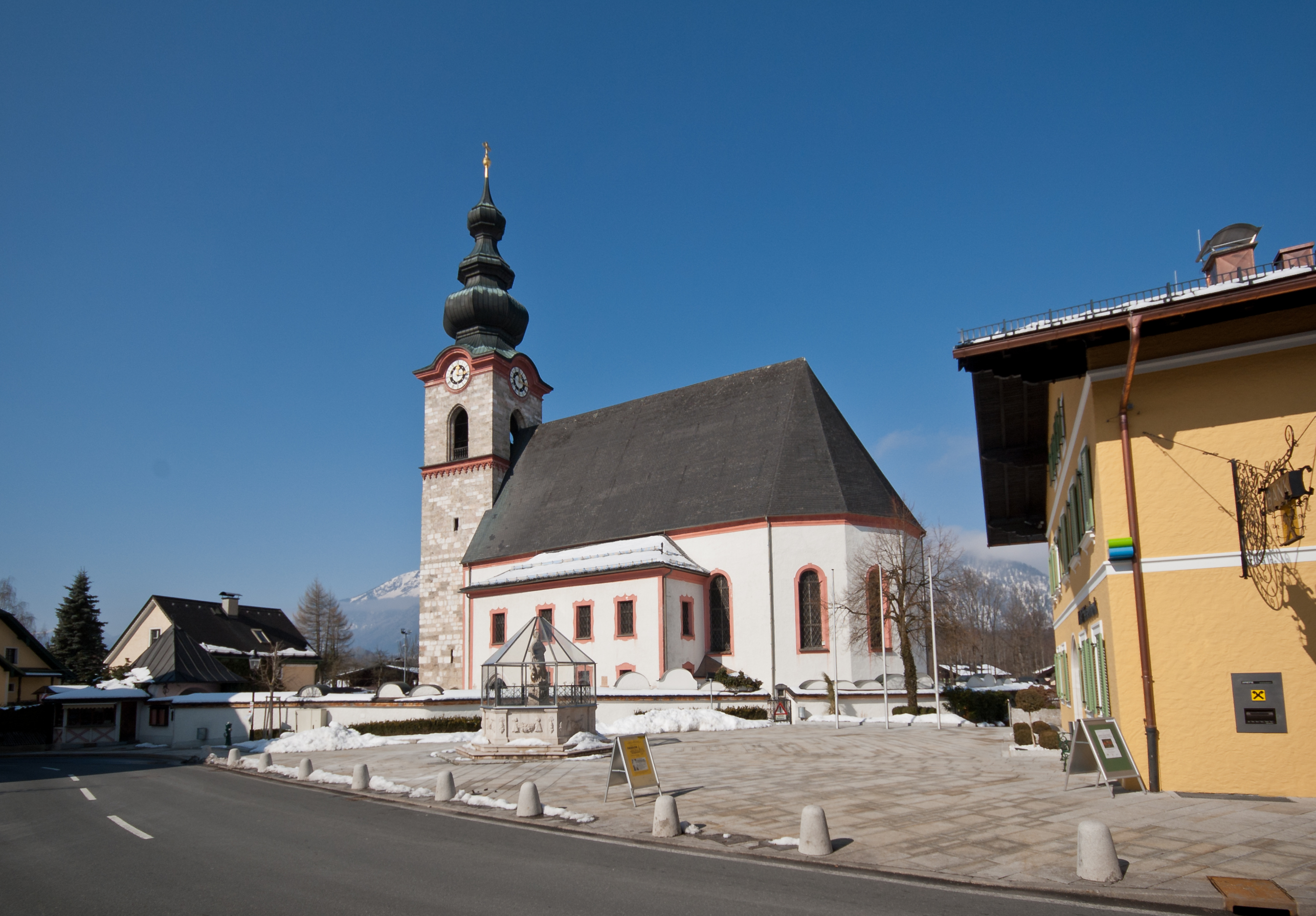
Pfarrkirche Großgmain

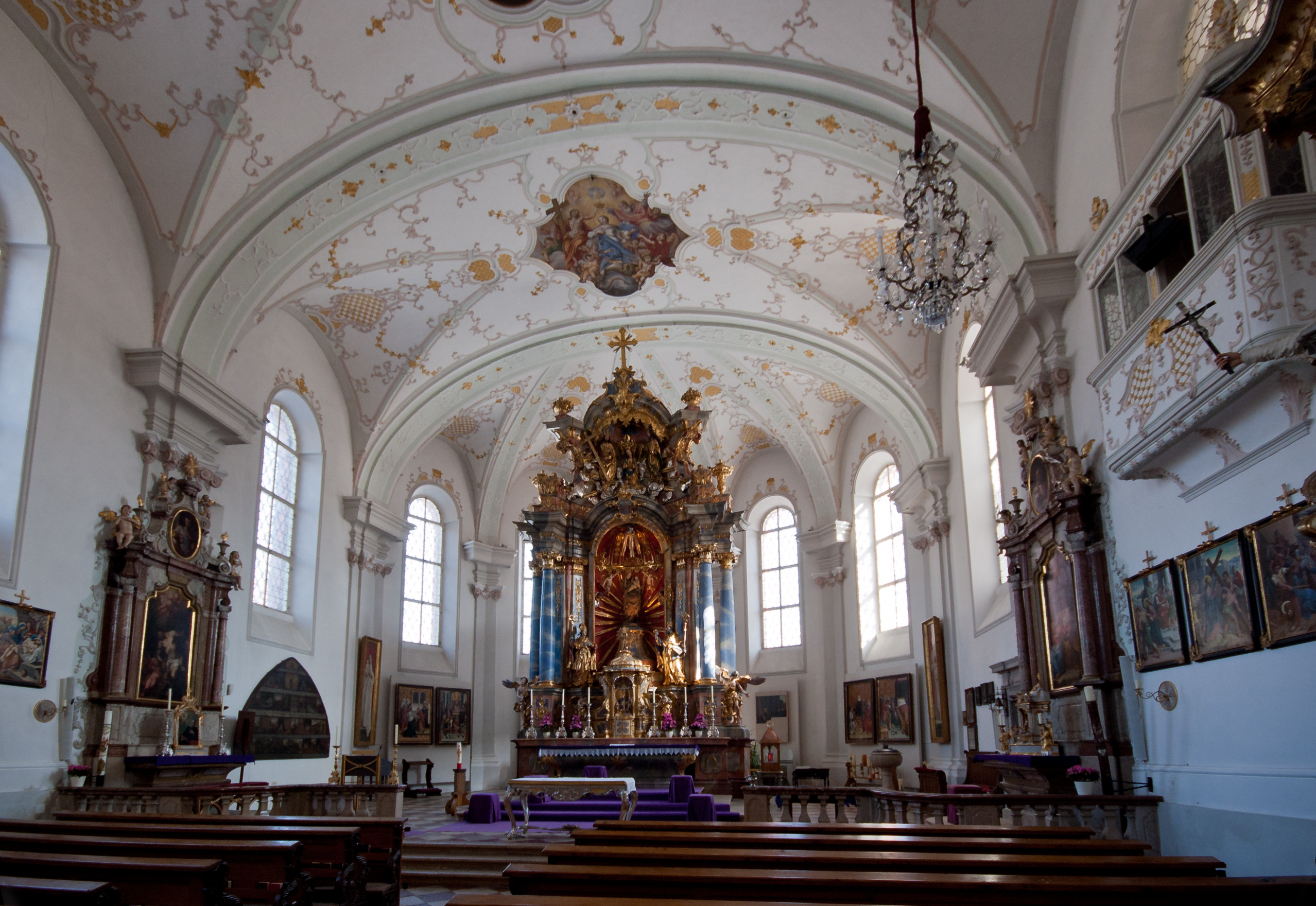
Pfarrkirche Großgmain, Langhaus

Die Pfarr- und Wallfahrtskirche zu Unserer Lieben Frau auf der Gmain ist eine römisch-katholische Marienkirche in Großgmain im Flachgau im Land Salzburg (Österreich). Das Patroziniumsfest wird am 15. August, Mariä Himmelfahrt, begangen. Seit Gründung der Pfarre Großmain im Jahre 1807 dient die einst bedeutende Wallfahrtskirche als Pfarrkirche.

## Geschichte
Vor 1136 bestand in Gmain eine (herzogliche) Eigenkirche.
Im Jahre 1136 wurde die Kirche St. Maria in Muona in das Augustinerchorherrenstift von Reichenhall, St. Zeno, inkorporiert und vom Konvent, der durchschnittlich 20 bis 30 Mitglieder umfasste, betreut. Die älteste gesicherte urkundliche Erwähnung von Gmain bezieht sich auf das Jahr 1144 und steht in einer päpstlichen Bestätigungsurkunde. Durch Incammerirung des Stiftes St. Zeno 1803 kam auch Gmain unter landesfürstliches Patronat. 1807 wurde die Gmainer Kirche zur selbständigen Pfarrkirche erhoben und mit einem weltlichen Priester ausgestattet. Gemäß dem Vertrag vom 14. April 1816 zwischen Bayern und Österreich (Vertrag von München) verblieb das Gebiet von Reichenhall beim Königreich Bayern, das Gebiet von Salzburg, mitsamt Gmain, wurde großteils an das österreichische Kaiserreich angegliedert. Eine Staatsgrenze, determiniert durch den Weißbach, teilt seither „die Gmain“ in Bayrisch-Gmain und in (österr.) Großgmain.

### Kirche

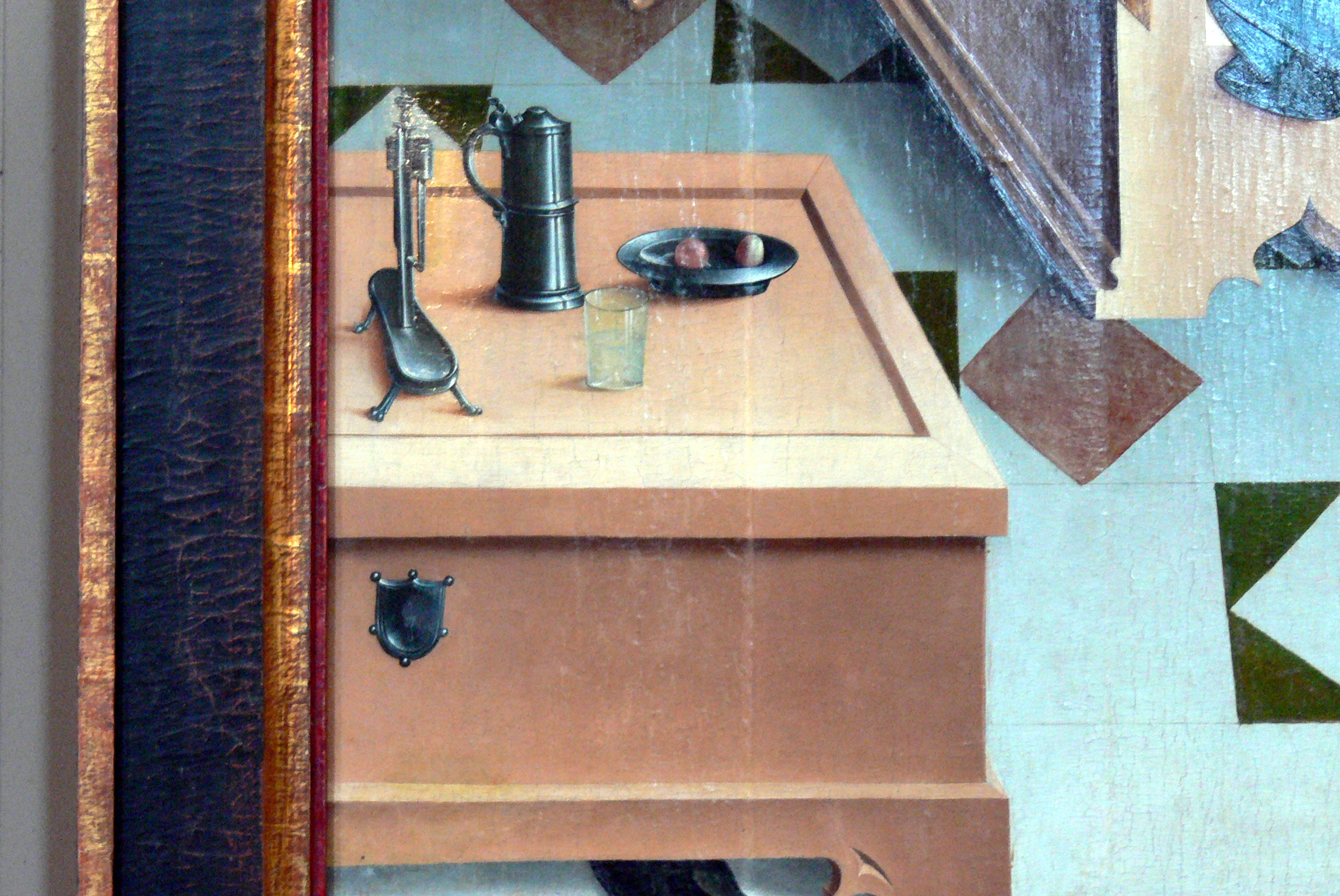
Szenen aus dem Leben Marias

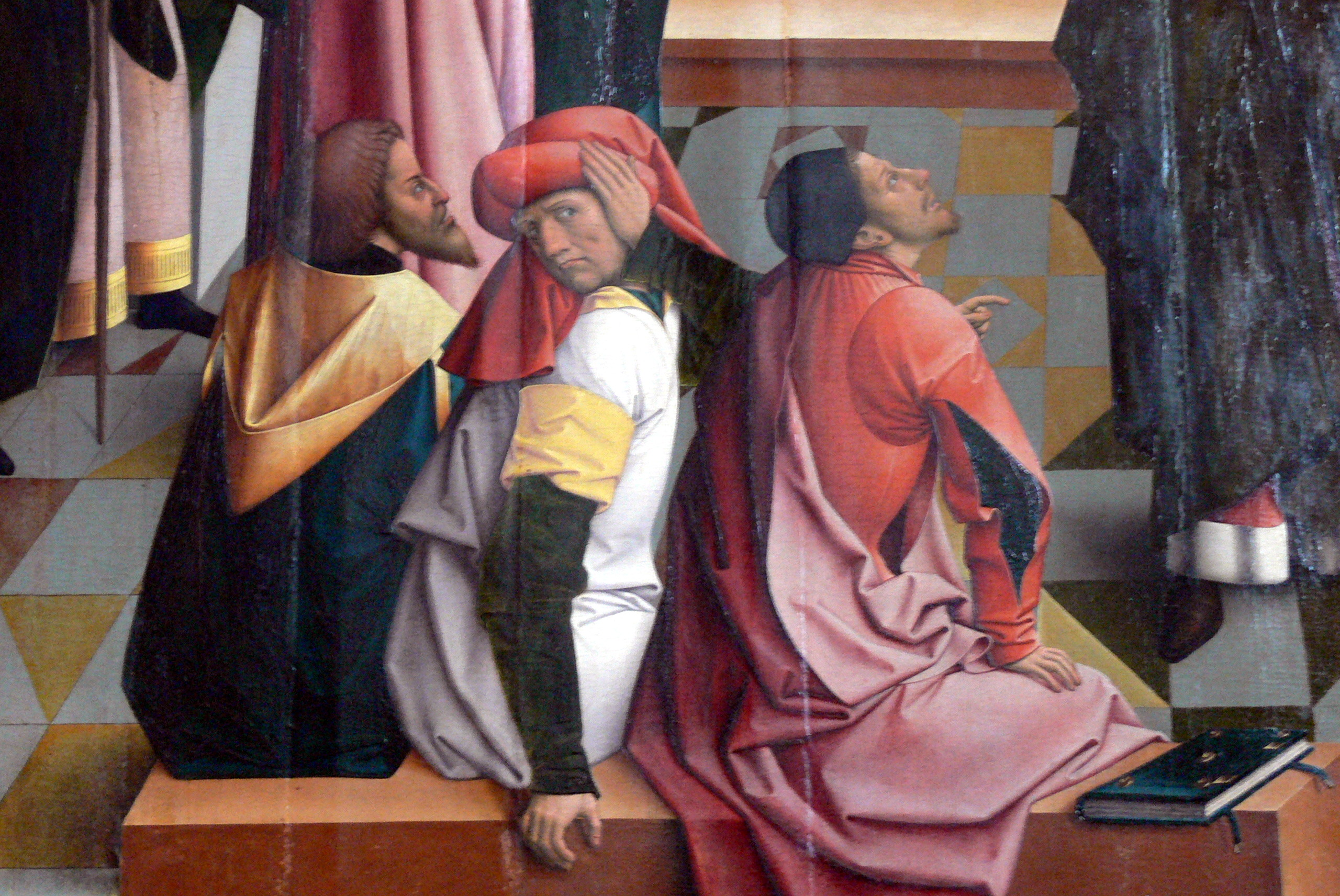
Ausschnitt: Jesus im Tempel

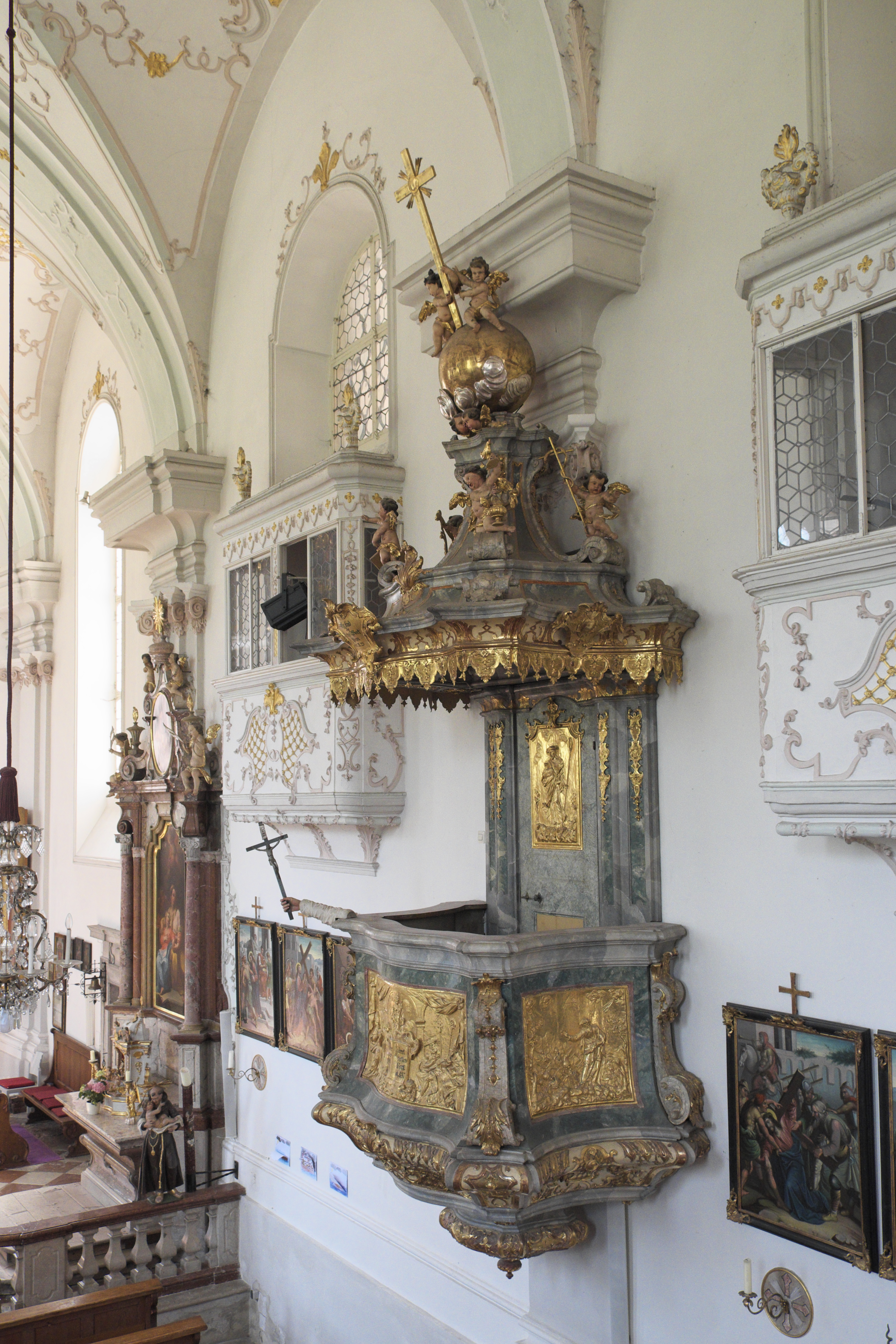
Kanzel aus dem Jahr 1737

In der Dorfmitte, umgeben von einem Friedhof, steht die geostete Kirche Zu Unserer Lieben Frau auf der Gmain mit einem großen, weithin sichtbaren Westturm. Die prägende innere Gestaltung des jetzigen Baues stammt aus dem Jahre 1731 und danach. Der Turm wurde 1751 nach einem Brand, der durch Blitzschlag ausgelöst worden war, neu gestaltet. Im Kern ist die Kirche jedoch gotisch. Begonnen wurde der Bau im späten 15. Jahrhundert, vollendet 1529. Die gotische Kirche hatte große Ähnlichkeit mit der Franziskanerkirche in Salzburg. Wie diese hatte sie frei stehende Rundsäulen. Vor der einzig mittigen, östlichen Rundsäule stand ein 1499 geschaffener Flügelaltar mit zehn Tafelbildern. Die bildlichen Darstellungen auf dem Altar wurden durch Tageslicht beleuchtet, das durch große Fenster eindrang. Das Gnadenbild, eine Madonna, war in einem separaten Choraltar hinter dem Hauptaltar aufgestellt. Durch die freie Aufstellung des Flügelaltares vor der Säule konnte derselbe umschritten, und so das dahinter präsentierte Gnadenbild verehrt werden. Seit der Umgestaltung der Kirche im 18. Jahrhundert stellt das Gnadenbild den Mittelpunkt des 1739 von Johann Georg Langmayr geschaffenen Hochaltares dar. Der Umbau der Kirche fand ab 1731 unter Propst Floridus II. Penker (1720–1757) statt und wurde von Tobias Kendler geleitet. Bei diesem wurde unter anderem das Gewölbe, das von sieben weißen Marmorsäulen gestützt worden war, abgebrochen. Ein Anlass dafür war das befürchtete Auseinanderbrechen des Rippengewölbes. Das danach eingezogene Schalengewölbe wurde von Innozenz Anton Warathy mit Fresken versehen.

## Ausstattung

### Zehn Tafelbilder
Der sogenannte Meister von Großgmain, dessen Hauptwerke alle für den Salzburger Raum entstanden sind, schuf um 1499 die Tafelbilder für den Flügelaltar der Kirche, der vor der mittigen Rundsäule aufgestellt war. Seit der Umgestaltung der Kirche im 18. Jahrhundert und der Zerlegung des Altares hängen dieselben im Chorraum. 1739 errichtete Georg Langmayr den neuen Hochaltar, wobei er die alte Madonna in den Mittelpunkt des Altares platzierte.

### Altäre
Den Hochaltar schuf Johann Georg Langmayr 1739, der die Salzburger Steingussmadonna mittig in den Hochaltar integrierte. Die Dreifaltigkeitsgruppe, Skulptur mit Krönung Marias, fügte er in den Aufsatz des Altares ein.
Die Altarbilder der Seitenaltäre (links: hl. Sebastian, rechts: hl. Anna) sowie die Aufsatzbilder wurden 1734 vom Salzburger Hofmaler Jacob Zanusi geschaffen.

### Kanzel
Der Predigtstuhl wurde 1737 von Johann Georg Langmayr geschaffen und ist mit einem Kanzelkreuz an einem Kanzelarm ausgestattet.

## Orgel

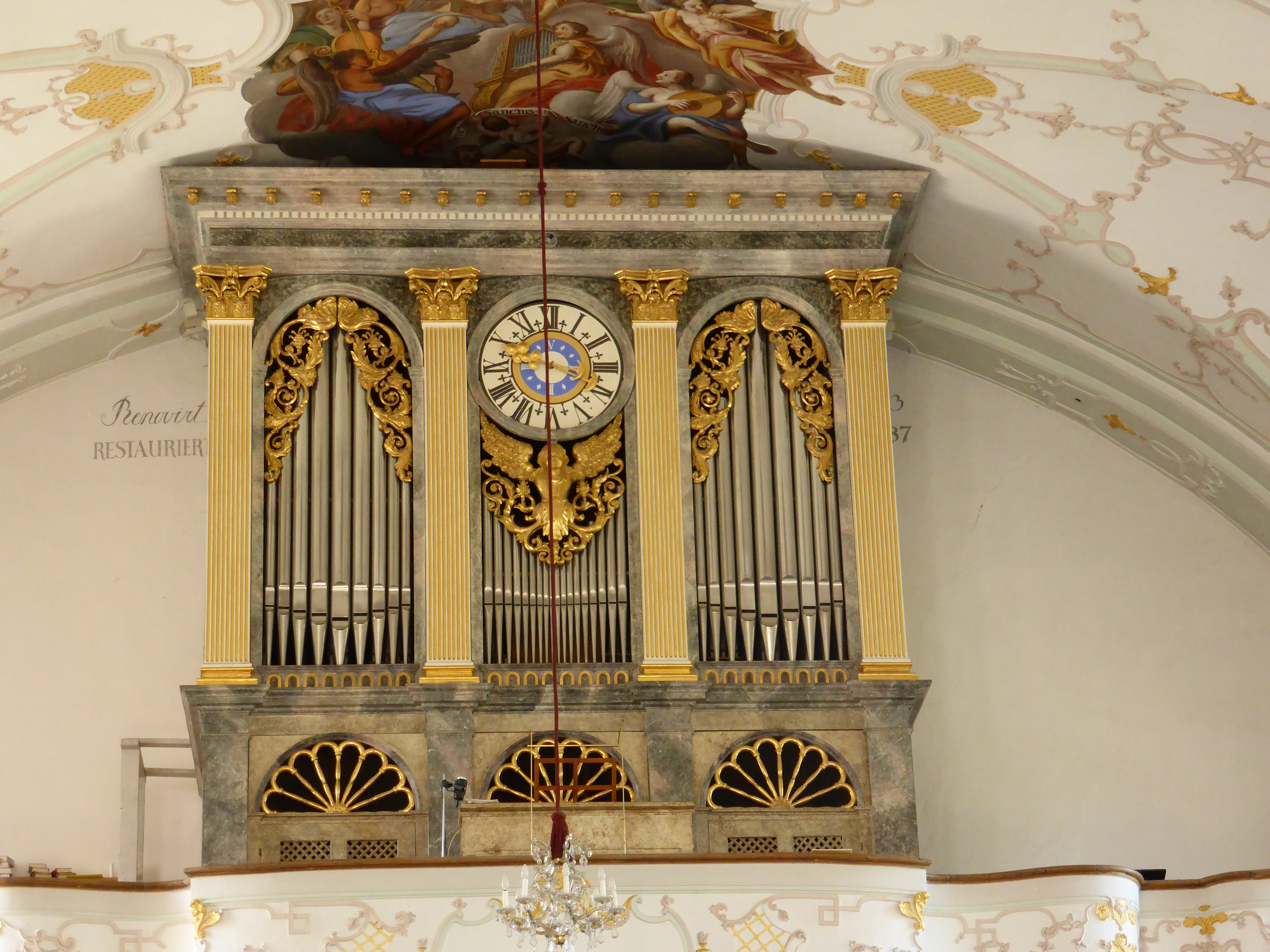
Ludwig Mooser Orgel 1845

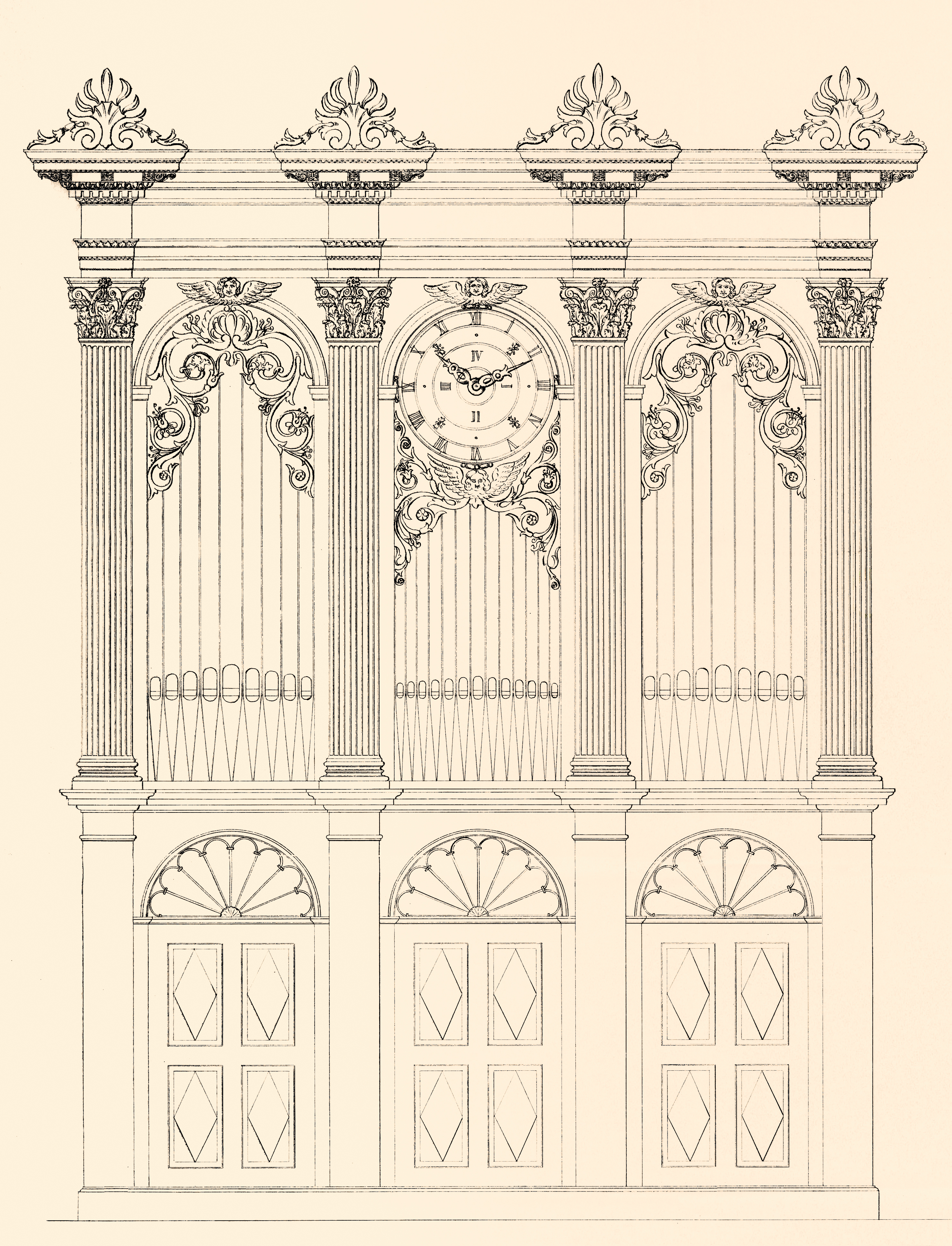
Entwurf, gezeichnet: Louis Mooser

Die erste Orgel in der Gmainer Kirche dürfte Anfang des 17. Jahrhunderts gebaut worden sein und umfasste sechs Register (Manual mit 45 Tasten – Kurze Oktave): Copel 8′, Flöte 4′, Oktav 4′, Superoktav 2′, Zymbel 1′ (zweifach), Quint 1 1⁄3′. Anscheinend wurde diese Orgel einmal durch einen Wetterstraich […] ruiniert und verdörbt. Daher entstand 1670, in Absprache mit dem Hochfürstl. Pflegeverwalter zu Staufenägg, Michael Kopeindl, der Plan, eine neue zu bauen. Die Verantwortlichen trafen dann allerdings eine andere Entscheidung und Christoph Egedacher 1671 beauftragt, lediglich ein neues Gehäuse anzufertigen und das Instrument um ein 18-Töne-Pedal zu erweitern, das dann für zwei Register 36 neue Pfeifen erhielt: Subbass 16′ (gedeckt) und Oktavbass 8′ (offen). Dieses Instrument wurde mehrere Male verändert und repariert, und schließlich 1844 abgerissen. 1845 errichtete Ludwig Mooser eine neue zweimanualige Orgel mit 17 Registern, die er aber kurioserweise nicht ganz vollendete und nur 16 Stimmen einsetzte. Ab 1999 restaurierte Orgelbaumeister Johann Pieringer dieses Instrument umfassend und ergänzte das seit Anbeginn fehlende Register Posaun-Bass 8′.

### Gnadenbilder bzw. Kultgegenstände

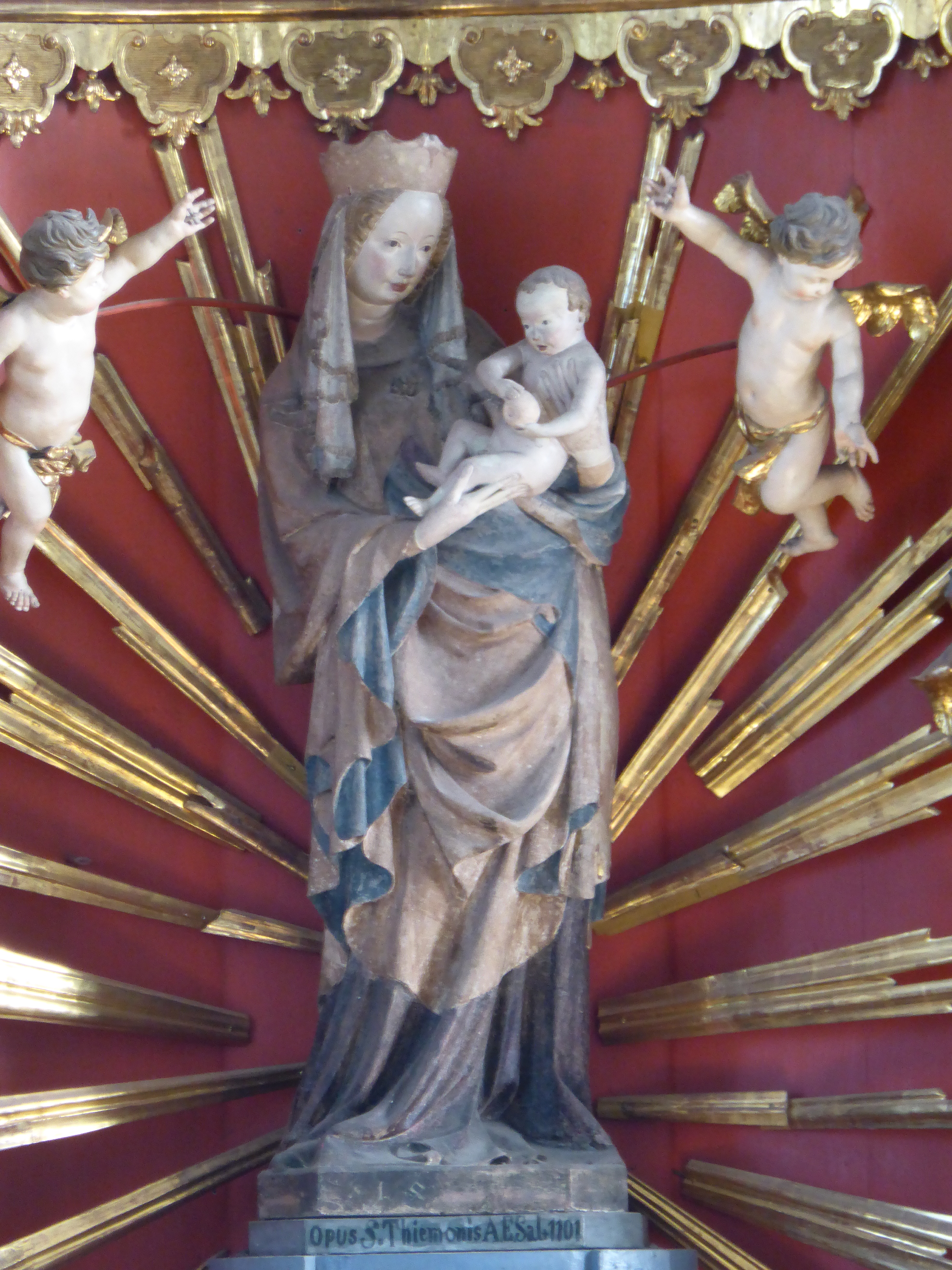
Steingussmadonna, um 1400

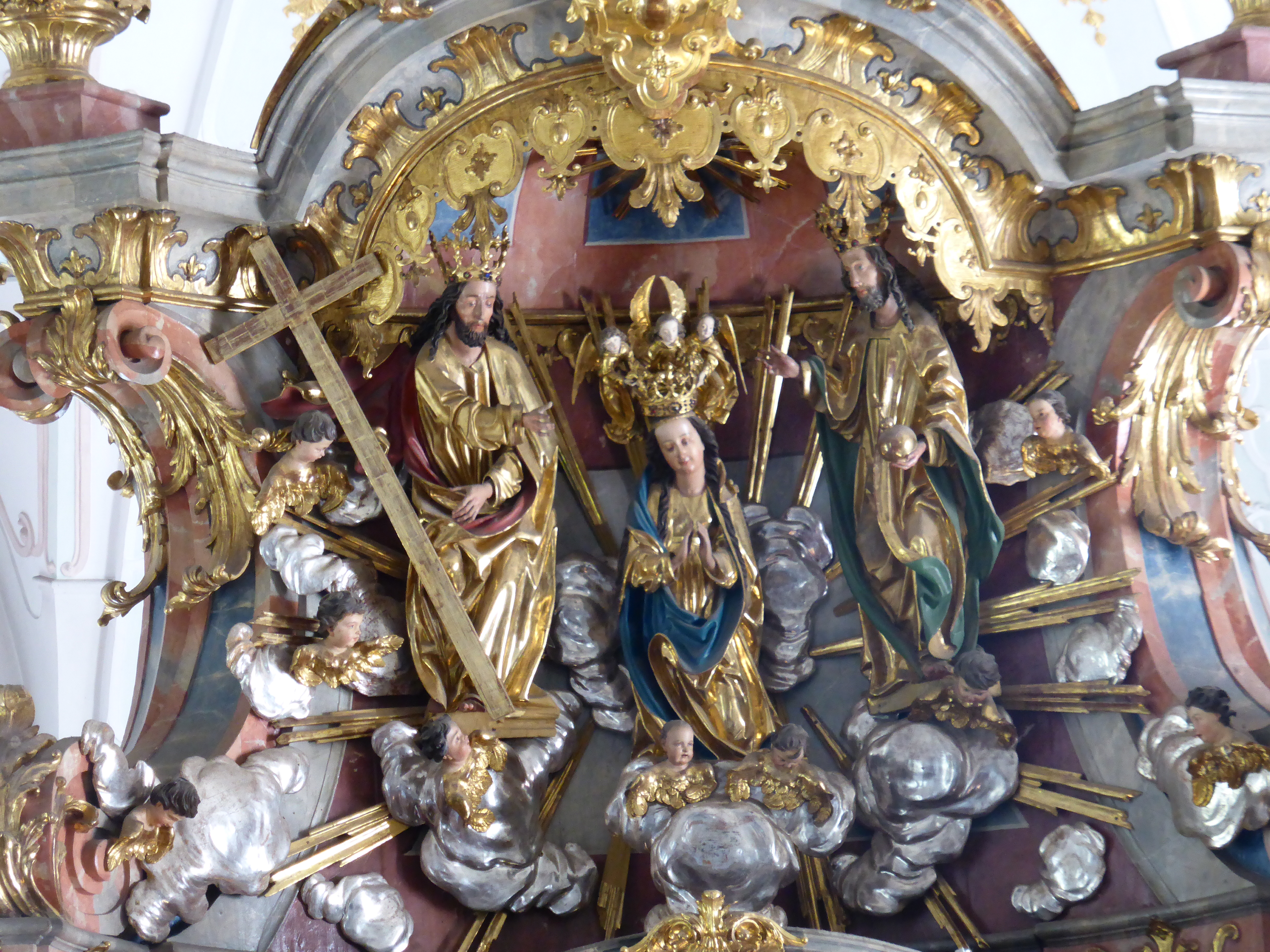
Dreifaltigkeitsgruppe, um 1499

### Wallfahrt

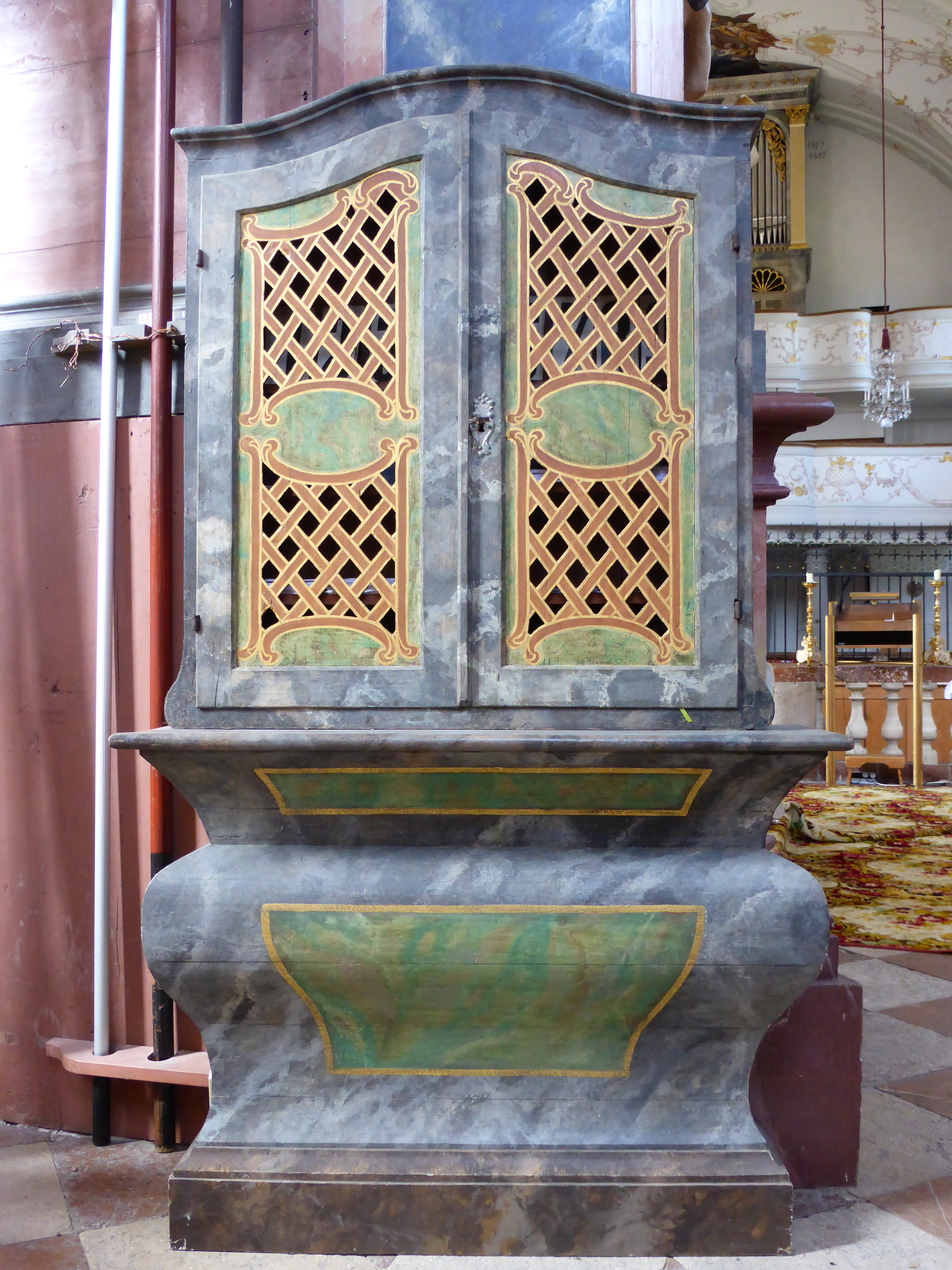
Voliere für ‚geopferte‘ schwarze Hühner, bis 1870 dafür in Gebrauch

### Disposition 1845
| I Manual C–f3  |       |
| Principal      | 8′    |
| Gedackt        | 8′    |
| Hohlflöte      | 8′    |
| Viola di Gamba | 8′    |
| Octav          | 4′    |
| Flöte          | 4′    |
| Quinte         | 2 ⁄3′ |
| Picolo         | 2′    |
| Mixtur V       | 2′    |

| II Brustwerk C–f3 |    |
| Copel             | 8′ |
| Flöte             | 4′ |
| Dolce             | 4′ |
| Flagiolet         | 2′ |

| Pedal C–c0  |     |
| Violonbass  | 16′ |
| Subbass     | 16′ |
| Octavbass   | 4′  |
| Posaun-Bass | 8′  |

- Koppeln: II/I, I/P.

## Wallfahrtsstätte

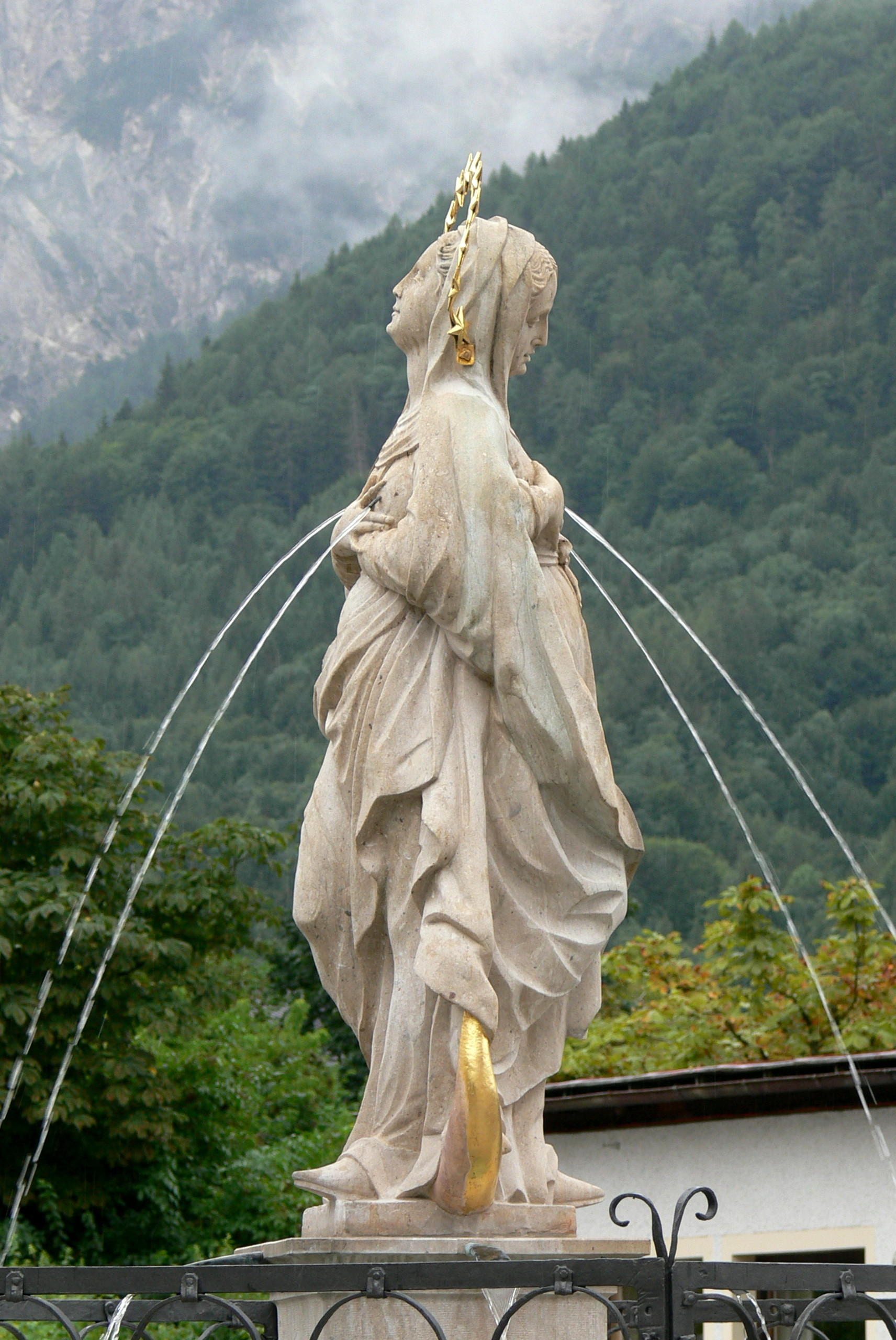
Milchspendende Maria, 1693